# Ponnani
Ponnani (o Ponani) è una suddivisione dell'India, classificata come municipality, di 87.356 abitanti, situata nel distretto di Malappuram, nello stato federato del Kerala. In base al numero di abitanti la città rientra nella classe II (da 50.000 a 99.999 persone).

## Geografia fisica
La città è situata a 10° 46' 0 N e 75° 54' 0 E al livello del mare.

## Società

### Evoluzione demografica
Al censimento del 2001 la popolazione di Ponnani assommava a 87.356 persone, delle quali 41.619 maschi e 45.737 femmine. I bambini di età inferiore o uguale ai sei anni assommavano a 11.463, dei quali 5.930 maschi e 5.533 femmine. Infine, coloro che erano in grado di saper almeno leggere e scrivere erano 64.662, dei quali 32.150 maschi e 32.512 femmine.